# 이수혁 (외교관)
이수혁(李秀赫, 1949년 1월 4일~)은 전라북도 정읍 출신의 대한민국 외교관, 정치인이다.
1975년 외무고시 합격 후 외교통상부 차관보와 주독일대사, 국가정보원 제1차장 등을 역임하였다.
더불어민주당 비례대표 문미옥의 사퇴로  2017년 6월 22일 의원직을 승계하여(추천순위 15번) 제20대 국회의원이 되었다.
2019년 8월 문재인 정부에서 두번째로 주 미국 대사로 내정되었다.
2019년 10월 25일 제26대 주미합중국 대한민국 대사로 취임하였다.
2020년 1월 6일 도널드 트럼프 미합중국 대통령 앞 신임장을 제정하였다.

## 학력
- 서울중학교 졸업
- 서울고등학교 졸업
- 서울대학교 문리과대학 외교학 학사
- 연세대학교 행정대학원 정치학 석사

## 경력
- 1972. 5.~1974. 12. 군복무
- 1975. 5. 외무고시 합격
- 1978. 8. 주유엔 대표부 3등서기관
- 1980. 8. 주페루 대사관 2등서기관
- 1985. 2. 주벨기에 대사관 참사관
- 1987. 12. 주코트디브와르 대사관 참사관
- 1990. 8. 외무부 동구1과장
- 1992. 2. 주유엔 대표부 참사관(안보리 담당 북핵문제 처리)
- 1995. 2. 주폴란드 대사관 공사참사관
- 1997. 2. 주미대사관 공사참사관(남북한 최초 뉴욕채널, 제네바 4자회담 설립)
- 1997 4자회담 한국대표단원
- 1999. 8. 대통령비서실 외교통상비서관
- 2001. 1. 외교통상부 구주국장
- 2002. 2. 주유고슬라비아 대사
- 2003. 4. 외교통상부 차관보, 6자회담 한국 수석대표
- 2005. 1. 일본 케이오대학 Visiting Fellow
- 2005. 5. 주독일 대사
- 2007. 1. 국가정보원 제1차장(해외담당)
- 2008. 3. 연세대학교 행정대학원 겸임교수
- 2008. 8. 연세대학교 정치외교학과 특임교수
- 2012. 8. 미국 코넬 대학교 Visiting Scholar
- 2013. 1.~2017. 2. 단국대학교 석좌교수, 동 대학 인재개발원원장
- 2016. 1.~2019. 10. 더불어민주당 한반도경제통일위원회 위원장
- 2017년 6월 22일: 대한민국 제20대 국회의원 선거 승계(비례대표, 더불어민주당, 초선)
- 2017. 6.~ 2019. 10. 제20대 국회의원(비례대표, 더불어민주당, 초선)
  - 2017. 7.~2018. 5. 제20대 국회 전반기 외교통일위원회 위원
  - 2018. 7.~2019. 9. 제20대 국회 후반기 외교통일위원회 간사
  - 2018. 7.~2018. 9. 제20대 국회 후반기 예산결산특별위원회 위원
  - 2019. 9.~2019. 10. 제20대 후반기 산업통장자원중소벤처기업위원회 위원
- 2017. 12.~2019. 6. 더불어민주당 전라북도당 정읍시·고창군 지역위원회 위원장
- 2018. 9.~2019. 5. 더불어민주당 제2정책조정위원회 위원장
- 2018. 9.~2019. 10. 더불어민주당 국제위원장
- 2019. 5.~2019. 10. 더불어민주당 정책위원회 상임부의장
- 2019. 7.~2019. 10. 더불어민주당 이해찬 당대표 특보단 외교·안보 특보
- 2019. 10.~2022. 5. 주 미국 대사

## 상훈
- 1992 녹조근정훈장
- 2009 황조근정훈장

## 저서
- 통일독일과의 대화 - 현직 대사가 만난 독일, 독일 사람들 / 랜덤하우스코리아 2006년
- 전환적 사건 - 북핵문제 정밀분석 / 중앙북스 2008년
- 북한은 현실이다 / 21세기북스 2011년

## 역대 선거 결과
| 실시년도 | 선거   | 대수 | 직책     | 선거구   | 정당         | 득표수       | 득표율          | 순위          | 당락 | 비고       |
| -------- | ------ | ---- | -------- | -------- | ------------ | ------------ | --------------- | ------------- | ---- | ---------- |
| 2016년   | 총선   | 20대 | 국회의원 | 비례대표 | 더불어민주당 | 6,069,744 표 | \| \| 25.54% \| | 비례대표 15번 |      | 초선, 승계 |
|          | 25.54% |      |          |          |              |              |                 |               |      |            |

## 소속 정당
| 소속 정당 | 소속 정당    | 소속 기간 | 비고      |
| --------- | ------------ | --------- | --------- |
|           | 더불어민주당 | 2016~2019 | 정계 입문 |
|           | 무소속       | 2019~2022 | 탈당      |
|           | 더불어민주당 | 2022~현재 | 복당      |

## 같이 보기
- 한미 관계
- 대한민국의 외교부 차관보
- 대한민국의 국가정보원 차장
- 주미대사
- 대한민국 제20대 국회의원 선거 더불어민주당 후보 목록#비례대표